# Буда (Чорнобильський район)
Буда (Стара Буда, Ново-Стара Буда) — колишнє село в Україні Іванківського району Київської області, що знято з обліку в зв'язку з відселенням мешканців внаслідок аварії на ЧАЕС. До 1986 року входило до Чорнобильського району.
Село розміщується за 33 км від колишнього районного центру Чорнобиль, і за 3 км від колишньої залізничної станції Товстий Ліс.
Вперше згадується у джерелах 1920-х років. Вперше показане на карті 1927–1928 років як хутори Стара Буда.
Карта 1935 року фіксує хутір Стара Буда як поселення на 25 дворів, у якому була школа і діяла борошномельня.
Коли село отримало назву Буда, наразі не встановлено.
Майже за всю історію існування підпорядковувалося Товстоліській сільській раді.
На межі 1970-80-х рр. у селі проживало близько 300 мешканців.
Напередодні аварії на ЧАЕС у селі проживав 251 мешканець, було 108 дворів.
Село було виселене внаслідок сильного радіаційного забруднення 1986 року, мешканці переселені у село Липівка (Бучанський район). Село офіційно зняте з обліку 1999 року за відсутністю жителів. Після Чорнобильської катастрофи село увійшло до 10-кілометрової зони відчуження.
З кінця лютого до 1 квітня 2022 року село було окуповане російськими військами.